# Benjamin Okuomose
Benjamin Okuomose, född 26 april 1995, är en nigeriansk taekwondoutövare. 

## Karriär
I augusti 2019 tog Okuomose brons i +87 kg-klassen vid afrikanska spelen i Rabat. I februari 2020 vid den afrikanska OS-kvalturneringen i Rabat förlorade han i +80 kg-klassen mot gabonesiske Anthony Obame och kvalificerade sig inte för OS.
I juli 2022 tog Okuomose silver i +87 kg-klassen vid afrikanska mästerskapen i Kigali efter en finalförlust mot marockanske Ayoub Bassel. I februari 2024 vid den afrikanska OS-kvalturneringen i Dakar förlorade han i den första omgången i +80 kg-klassen och kvalificerade sig inte för OS.